# Рождественская, Галина Дмитриевна
Га́лина Дми́триевна Рожде́ственская (29 июня 1925, Тула — 19 мая 2001, Москва) ― советский и российский музыкант, дирижёр. Заслуженная артистка РСФСР (1968). Народная артистка Российской Федерации (1995). Дирижёр-хормейстер Академического хора русской песни радио и телевидения СССР и России, профессор Российской Академии музыки имени Гнесиных.

## Биография
Окончила Московскую государственную консерваторию имени П. И. Чайковского (педагоги Клавдий Борисович Птица, Владислав Геннадьевич Соколов, Александр Васильевич Свешников).
50 лет была ведущим педагогом дирижирования в Российской академии музыки имени Гнесиных. Помимо преподавательской деятельности работала дирижёром-хормейстером в Академического хоре телевидения и радио СССР.
Среди её учеников в разное время были Людмила Зыкина, Валентина Готовцева, Екатерина Семёнкина, Алла Лаптева, Валентина Фоменко и др.
У Рожденственской учились будущие дирижёры и хормейстеры: Юрий Ухов ― главный хормейстер и дирижёр Краснознамённого ансамбля песни и пляски имени Александрова; Сергей Балабан ― художественный руководитель фольклорного театра «Славянский восход» (Челябинск); Юрий Сигалов ― художественный руководитель фольклорного ансамбля (Сан-Франциско, США); Мария Манько ― руководитель и хормейстер ансамбля «Виртуозы» (Стокгольм, Швеция) и другие известные хормейстеры.
Народная артистка СССР Людмила Зыкина в одном из интервью так говорила о Галине Рождественской:

Учительница первая моя ― талантливый хормейстер, дирижёр, педагог Академического хора русской песни, воспитавшая целую плеяду певцов, известных в нашей стране и за её пределами. Выступая с Академическим хором русской песни, бессменным хормейстером которого является Галина Рождественская, и где я проходила мои певческие университеты, я испытываю истинное творческое волнение и радость от причастности к подлинному, высокому искусству.— 
Автор учебника «Русский народный хор. В помощь руководителям самодеятельных русских народных хоров», вышедший в свет в 1965 году.
За заслуги в области музыкального искусства и многолетнюю работу в Академическом хоре русской песни Российской государственной телерадиокомпании «Останкино» была удостоена почётного звания «Народная артистка Российской Федерации».
Умерла 19 мая 2001 года в Москве.

## Семья
- муж, Александр Розум ― певец, народный артист РСФСР,
- сын, Юрий Розум, пианист, лауреат международных конкурсов, народный артист России.
- дочь Светлана Рождественская окончила Российская академия музыки имени Гнесиных по классу Т. Д. Гутмана (фортепиано) и является активным деятелем Российско-испанского форума «Молодёжные инициативы».